# Odense Kommune
Odense Kommune ist eine dänische Kommune auf der Insel Fünen in der Region Syddanmark. Sie erstreckt sich über eine Fläche von 305,60 km² und zählt 210.803 Einwohner (Stand 1. Januar 2025). Der Sitz der Verwaltung ist in Odense.

## Geschichte
Odense Kommune wurde im Zuge der Verwaltungsreform von 1970 gebildet und blieb bei der neuerlichen Verwaltungsreform des Jahres 2007 in vollem Umfang erhalten. Dabei wechselte die Kommune vom aufgelösten Fyns Amt in die neue Region Syddanmark. Die Kommune entstand durch Zusammenschluss der Stadt Odense mit den Landgemeinden Allerup-Davinde, Allese-Næsbyhoved, Broby, Brændekilde, Bellinge, Dalum, Fraugde, Korup-Ubberud, Lumby, Paarup, Sanderum, Stenløse-Fangel, Fjordager (welches erst 1966 durch Vereinigung der Landgemeinden Agedrup und Seden-Åsum entstanden war) und dem Kirchspiel Højby.

## Kirchspielsgemeinden und Ortschaften in der Kommune
Auf dem Gemeindegebiet liegen die folgenden Kirchspiele (dän.: Sogn) und Ortschaften mit über 200 Einwohnern (byer nach Definition der dänischen Statistikbehörde), bei einer eingetragenen Einwohnerzahl von null hatte der Ort in der Vergangenheit mehr als 200 Einwohner oder wird statistisch als Stadtteil von Odense betrachtet (siehe Fußnoten zur Zeitangabe):
| Nr. | Kirchspiel            | Einwohner | Ortschaft                                                  | Einwohner                 |
| --- | --------------------- | --------- | ---------------------------------------------------------- | ------------------------- |
| 08  | Agedrup Sogn          | 3.173     | Bullerup (a)                                               | 1. Januar 2006: 3.036     |
| 33  | Allerup Sogn          | 304       |                                                            |                           |
| 01  | Allesø Sogn           | 407       | Allesø                                                     | 261                       |
| 17  | Ansgars Sogn          | 6.625     |                                                            |                           |
| 25  | Bellinge Sogn         | 6.176     | Bellinge                                                   | 5.877                     |
| 11  | Bolbro Sogn           | 13.758    |                                                            |                           |
| 24  | Brændekilde Sogn      | 590       | Brændekilde Holmstrup                                      | 304 222                   |
| 23  | Dalum Sogn            | 7.343     |                                                            |                           |
| 34  | Davinde Sogn          | 443       | Davinde                                                    | 244                       |
| 26  | Dyrup Sogn            | 4.021     |                                                            |                           |
| 30  | Fangel Sogn           | 901       | Fangel                                                     | 447                       |
| 29  | Fraugde Sogn          | 4.123     | Birkum (d) Fraugde Over Holluf                             | < 200 2.009 1.488         |
| 06  | Fredens Sogn          | 20.247    |                                                            |                           |
| 12  | Hans Tausens Sogn     | 4.741     |                                                            |                           |
| 27  | Hjallese Sogn         | 9.559     |                                                            |                           |
| 32  | Højby Sogn            | 4.926     | Højby (b)                                                  | 1. Januar 2009: 4.556     |
| 21  | Korsløkke Sogn        | 13.702    |                                                            |                           |
| 04  | Korup Sogn            | 4.563     | Bredbjerg (e)                                              | 24                        |
| 02  | Lumby Sogn (c)        | 4.472     | Lumby                                                      | 818                       |
| 20  | Munkebjerg Sogn       | 8.405     |                                                            |                           |
| 05  | Næsby Sogn            | 6.530     |                                                            |                           |
| 03  | Næsbyhoved-Broby Sogn | 3.859     | Næsbyhoved-Broby                                           | 1.548                     |
| 10  | Paarup Sogn           | 11.019    |                                                            |                           |
| 22  | Sanderum Sogn         | 6.564     |                                                            |                           |
| 13  | Sankt Hans Sogn       | 4.824     |                                                            |                           |
| 18  | Sankt Knuds Sogn      | 9.639     |                                                            |                           |
| 07  | Seden Sogn            | 5.993     | Seden (a) Seden Strand                                     | 1. Januar 2006: 3.743 327 |
| 31  | Stenløse Sogn         | 3.735     | Sankt Klemens                                              | 3.183                     |
| 19  | Thomas Kingos Sogn    | 8.141     |                                                            |                           |
| 35  | Stige Sogn (c)        | 3.518     | Stige (b)                                                  | 1. Januar 2009: 2.460     |
| 28  | Tornbjerg Sogn        | 6.933     |                                                            |                           |
| 09  | Ubberud Sogn          | 2.532     | Blommenslyst Ejlstrup Skallebølle (Teil mehrerer Kommunen) | 544 1.266 5               |
| 15  | Vollsmose Sogn        | 8.372     |                                                            |                           |
| 14  | Vor Frue Sogn         | 9.048     |                                                            |                           |
| 16  | Åsum Sogn             | 1.067     | Åsum                                                       | 503                       |
|     |                       |           | Odense                                                     | 185.480                   |

## Politik

### Kommunalrat
In Dänemark wird für die gesamte Kommune, also für alle Bewohner und somit alle in der Kommune liegenden Städte, Orte, Dörfer und Landgebiete, ein gemeinsamer Bürgermeister und ein repräsentatives Gremium, der Kommunalrat (dän. Kommunalbestyrelse, auch Byråd), gewählt.
- Ø: 2
- F: 2
- A: 9
- Å: 0
- B: 2
- M: 2
- I: 1
- V: 5
- C: 6
- O: 0

Stand: Juni 2025, Quelle:

## Bürgermeister
Seit der Gründung der Kommune hatte sie folgende Bürgermeister:
- bis 1973: Holger Larsen, Socialdemokraterne (seit 1958 Bürgermeister der Stadt Odense)
- 1973 – 1993: Verner Dalskov, Socialdemokraterne
- 1994 – 2005: Anker Boye, Socialdemokraterne
- 2006 – 2009: Jan Boye, Det Konservative Folkeparti
- 2010 – 2016: Anker Boye, Socialdemokraterne
- seit 2017: Peter Rahbæk Juel, Socialdemokraterne

## Partnerstädte
Die Odense Kommune unterhält folgende Städtepartnerschaften:
- Tschechien: Brno
- Volksrepublik China: Shaoxing
- Färöer: Klaksvík
- Deutschland: Schwerin
- Grenada: Upernavik
- Island: Kópavogur
- Israel: Petach Tikwa
- Japan: Funabashi
- Litauen: Kaunas
- Schweden: Östersund
- Schweden: Norrköping
- Norwegen: Trondheim
- Polen: Katowice
- Vereinigte Staaten: Colombus, Ohio
- Ukraine:  Kiew
- Südkorea: Iksan
- England: St Albans
- Niederlande: Groningen
- Türkei: Izmir
- Finnland: Tampere